# Sian Clifford

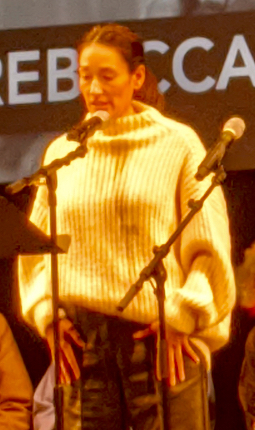
Sian Clifford (2020)

Sian Clifford (* 7. April 1982 in London) ist eine britische Schauspielerin in Film, Fernsehen und Theater. Bekanntheit erlangte sie vor allem durch die Rolle der Claire aus der Serie Fleabag, die ihr eine Nominierung für einen Emmy einbrachte.

## Wirken
Sian Clifford wurde als Tochter eines Gemeinderatsmitglieds und einer Direktionsassistentin in London geboren und wuchs im Stadtteil Ealing auf. Sie besuchte die Royal Academy of Dramatic Art, die sie mit einem Bachelor of Fine Arts in Theater abschloss. Dort lernte sie ihre spätere Serienkollegin Phoebe Waller-Bridge kennen. Seit dem Abschluss ist sie regelmäßig auf Theaterbühnen in Großbritannien und den USA zu sehen. Ihr Wirken auf der Bühne umfasst Werke wie Die Schöne und das Biest, The Road to Mecca, Pains of Youth und Good Clean Fun.
Seit 2012 ist Clifford auch in Film und Fernsehen aktiv. Ihre ersten Auftritte hatte sie in den TV-Produktionen Die dunkle Seite der Wissenschaft und Inspector Barnaby. Nach einigen Auftritten in Kurzfilmen, war sie 2018 als Martha Crawley in der Miniserie Vanity Fair zu sehen.
Bereits ab 2016 wurde sie in der Dramedy-Serie Fleabag, von und mit ihrer Freundin Phoebe Waller-Bridge als Claire in einer Hauptrolle besetzt. Sie verkörpert die Schwester der titelgebenden Figur. Für ihre darstellerische Leistung in der zweiten Staffel wurde sie 2019 für einen Emmy in der Kategorie Beste Nebendarstellerin – Comedyserie nominiert.

## Persönliches
Clifford ernährt sich vegan und meditiert täglich. 2016 gründete sie die digitale Wellness- und Meditationsplattform Still Space.

## Filmografie (Auswahl)
- 2012: Die dunkle Seite der Wissenschaft (Dark Matters: Twisted But True, Dokuserie, eine Episode)
- 2013: Inspector Barnaby (Midsomer Murders, Fernsehserie, Episode 15x06)
- 2014: Paddy (Kurzfilm)
- 2016–2019: Fleabag (Fernsehserie, 12 Episoden)
- 2017: Fry-Up (Kurzfilm)
- 2018: Dodgy Dave (Kurzfilm)
- 2018: Jahrmarkt der Eitelkeiten (Vanity Fair, Fernsehserie, 5 Episoden)
- 2018: White Lies (Kurzfilm)
- 2019: A Serial Killer’s Guide to Life
- 2020: The Duke
- 2020: Two Weeks to Live (Fernsehserie)
- 2020: Quiz (Fernsehserie)
- 2021: Good Grief
- 2021: Inside No. 9 (Fernsehserie, 1 Episode)
- 2022: Life After Life (Fernsehserie, 4 Episoden)
- 2022: His Dark Materials (Fernsehserie, 8 Episoden)
- 2022: The Suspect (Fernsehserie, 3 Episoden)
- 2022: See How They Run
- 2022: Chevalier
- 2023: Unstable (Netflix-Serie, 8 Episoden)
- 2024: Die junge Frau und das Meer (Young Woman and the Sea)
- 2025: The Ballad of Wallis Island

## Auszeichnungen und Nominierungen (Auswahl)
Primetime Emmy Award
- 2019: Nominierung als Beste Nebendarstellerin – Comedyserie für Fleabag